# Hierarchisches Internetworking-Modell

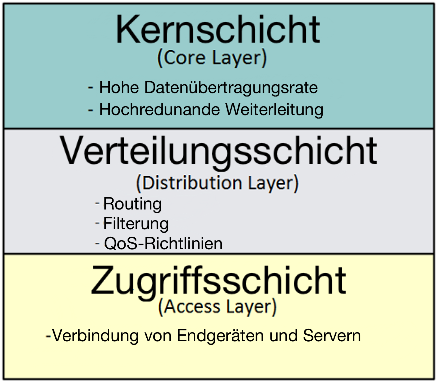
Hierarchisches Internetworking Modell

Das hierarchische Internetworking-Modell (auch Drei-Schichten-Modell) ist ein Netzwerkdesign-Modell. Das
Drei-Schichten-Modell teilt Unternehmensnetzwerke in drei Schichten: Kern-, Verteilungs- und Zugriffsschicht. Jede Schicht bietet verschiedene Dienste für Endgeräte und Server.

## Kernschicht
Die Kernschicht (engl. core layer) bietet hohe Datenübertragungsraten, hoch-redundante Weiterleitung, um Pakete zwischen Verteilungsschicht-Geräten in verschiedenen Regionen des Netzes zu bewegen. Kern-Switches und Router sind in der Regel die Leistungsstärksten in Bezug auf die Weiterleitung. In Unternehmen verwalten Kernnetzwerkgeräte Hochgeschwindigkeitsverbindungen wie 10-Gigabit-Ethernet.

## Verteilungsschicht
Die Verteilungsschicht (engl. distribution layer) ist die „intelligente“ mittlere Schicht im Drei-Schichten-Modell. Routing, Filterung und QoS-Richtlinien werden in der Verteilungsschicht verwaltet. Verteilungsschicht -Geräte verwalten auch oft einzelne Zweigstellen der WAN-Verbindungen. Diese Schicht wird auch Arbeitsgruppen-Schicht (engl. workgroup layer) genannt.

## Zugriffsschicht
Endgeräte und Server verbinden sich an der Zugriffsschicht (engl. access layer) zu den Unternehmen. Geräte der Zugriffsschicht sind in der Regel Switches. Der Schwerpunkt auf der Zugriffsschicht ist die Kostenoptimierung pro Port. Diese Schicht wird auch Desktop-Schicht genannt, weil sie sich auf den Anschluss von Client-Knoten, wie Arbeitsstationen, mit dem Netzwerk konzentriert.